# Uniejów (gmina)
Pour les articles homonymes, voir Uniejów (homonymie).
Uniejów est une gmina (commune) mixte ou urbaine-rurale (gmina miejsko-wiejska) du powiat de Poddębice, dans la Voïvodie de Łódź, dans le centre de la Pologne.
Son siège administratif (chef-lieu) est la ville d' Uniejów, qui se situe environ 14 kilomètres (km) au sud-ouest de Poddębice (siège du powiat) et à 51 kilomètres au nord-ouest de la capitale régionale Łódź (capitale de la voïvodie).
La gmina couvre une superficie de 129,01 km2 pour une population de 7 249 habitants en 2006, avec une population pour la ville de Poddębice de 2 916 habitants et une population de la partie rurale de 4 333 habitants.

## Géographie
Outre la ville d'Uniejów, la gmina inclut les villages de:
- Brzeziny
- Brzozówka
- Czekaj
- Czepów
- Człopy
- Dąbrowa
- Felicjanów
- Góry
- Hipolitów
- Kozanki Wielkie
- Kuczki
- Łęg Baliński
- Lekaszyn
- Orzeszków
- Orzeszków-Kolonia
- Ostrowsko
- Pęgów
- Rożniatów
- Rożniatów-Kolonia
- Skotniki
- Spycimierz
- Spycimierz-Kolonia
- Stanisławów
- Wielenin
- Wielenin-Kolonia
- Wieścice
- Wilamów
- Wola Przedmiejska
- Zaborów
- Zieleń

### Gminy voisines
La gmina d'Uniejów est voisine des gminy suivantes :
- Brudzew
- Dąbie
- Dobra
- Poddębice
- Przykona
- Świnice Warckie
- Wartkowice.

## Administration
De 1975 à 1998, la gmina était attachée administrativement à l'ancienne voïvodie de Konin.

Depuis 1999, elle fait partie de la nouvelle voïvodie de Łódź.

## Structure du terrain
D'après les données de 2007, la superficie de la commune d'Uniejów est de 129,01 kilomètres carrés, répartis comme telle :
- terres agricoles : 82 %
- forêts : 9 %

La commune représente 14,65 % de la superficie du powiat.

## Démographie
Données du 30 juin 2004 :
| Description        | Total  | Total | Femmes | Femmes | Hommes | Hommes |
| ------------------ | ------ | ----- | ------ | ------ | ------ | ------ |
| Unité              | Nombre | %     | Nombre | %      | Nombre | %      |
| Population         | 7 309  | 100   | 3 708  | 50,7   | 3 601  | 49,3   |
| Densité (hab./km²) | 56,7   | 56,7  | 28,7   | 28,7   | 27,9   | 27,9   |